# Вила Вела
Вила Вела је насеље у Италији у округу Сиракуза, региону Сицилија.
Према процени из 2011. у насељу је живело 2 становника. Насеље се налази на надморској висини од 438 м.